# Régis Gizavo
Régis Gizavo (Toliara, Madagaskar, 16 juni 1959 – Corsica, 16 juli 2017) was een accordeonist, gitarist en zanger. Hij begon op jonge leeftijd accordeon te spelen. Zijn eerdere beroep was visser. In 1990 won hij de Prix découvertes (Radio France Internationale).
Kenmerkend voor Gizavo was de grote beheersing van zijn linkerhand naast die van zijn rechter. Met beide handen was hij gelijktijdig tot zeer veel in staat. Hij kon twee verschillende melodieën tegen elkaar in spelen.

## Discografie
- 1996 · Mikea
- 2000 · Samy Olombelo
- 2006 · Stories
- 2009 · Madagascar All Stars
- 2012 . Ilakake

- Bibliothèque nationale de France: cb139948872 (data)
- Gemeinsame Normdatei: 1020369213
- International Standard Name Identifier: 0000 0000 4763 0967
- Library of Congress Control Number: no98088883
- MusicBrainz: ddca7ed5-7a6d-4a46-ba19-a1a33807fc89
- Nationale Bibliotheek van Tsjechië: xx0197115
- Nationale Bibliotheek van Israël: 987010984348305171
- Système universitaire de documentation: 150813899
- Virtual International Authority File: 262535579
- WorldCat: E39PBJmp8xtWJtkbW4bBctyDbd